# Ramzes V.
Usermaatre Sekeperenre Ramzes V. je bil četrti faraon Dvajsete egipčanske dinastije, ki vladal od leta 1149 do 1145 pr. n. št., * ni znano, † 1145 pr. n. št.
Bil je sin faraona Ramzesa IV. in Duatentopet in oče svojega naslednika Ramzesa VI.

## Vladanje
Za vladavino Ramzesa V. je bila značilna nenehna rast moči Amonove duhovščine,  ki je na račun vladajočih faraonov nadzirala velik del obdelovalne zemlje in državnih financ. Torinski papirus, odkrit leta 1887, omenja finančni škandal med Ramzesovim vladanjem, v katerega je bila vključena duhovščina z Elefantine. 
Obdobje nestabilnosti je prizadelo tudi njegovo vladavino, kar dokazuje dejstvo, omenjeno na Torinskem papirusu, da so v prvem letu njegovega kraljevanja delavci v Deir el-Medini občasno prenehali delati na grobnici KV9  zaradi strahu pred "sovražnikom", verjetno napadalci iz Libije, ki so prodrli do mesta Per-Nebit in  "sežgali  njegove prebivalce".  Zebeležen je tudi njihov napad na Tebe nekaj dni kasneje.  Oboje kaže, da je imela egipčanska država v tem nemirnem času težave pri zagotavljanju varnosti graditeljev elitnih grobnic, kaj šele preprostega prebivalstva.  Dokument razkriva tudi to, da so večino egipčanske  zemlje nadzirali Amonovi templji, ki so usmerjali tudi državne finance. Dokument poudarja naraščajočo moč visokega Amonovega svečenika Ramzesnakta, katerega sin Usimarenakte, je opravljal funkcijo glavnega davčnega upravnika.

## Smrt
Okoliščine smrti Ramzesa V. niso znane. Znano je, da je vladal skoraj štiri leta.  Pokopan je bil šele v drugem letu vladanja Ramzesa VI.,  kar je v popolnem neskladju z egipčansko tradicijo, ki je zahtevala, da mora biti faraon  mumificiran in pokopan natančno 70 dni po prevzemu oblasti njegovega naslednika. Vzrok za zakasnitev bi lahko bila vojna z Libijci in pokop v začasni grobnici.
Mumijo Ramzesa V. so odkrili leta 1898. Razjede na njegovem obrazu kažejo, da je umrl morda zaradi črnih koz. Faraon je bil ena od prvih znanih žrtev te bolezni.